# Thusner Strafgericht
Das Thusner Strafgericht bezeichnet den Prozess in Thusis im Freistaat der Drei Bünde gegen die Führer der spanisch-habsburgischen Partei, des sogenannten Hispanismus, im Jahre 1618 zu Beginn der Bündner Wirren.

## Vorgeschichte
Die evangelisch-rätische Synode tagte vom 15. – 20. April 1618 (alter Stil; entspricht 25.–30. April im Gregorianischen Kalender) in Bergün/Bravuogn. Im Verlauf der Verhandlungen forderte der reformierte Pfarrer von Ftan, Jacob Anton Vulpius, offen zum gewaltsamen Vorgehen auf und mahnte ein öffentliches Strafgericht an.

„Mit Feuer und Schwert muss die Horde der Papisten vernichtet werden“

Georg Saluz präsidierte die Synode zu Beginn, wurde aber bald als zu moderat kritisiert und durch den radikalen Prädikanten Caspar Alexius, der in Genf als Pfarrer und Professor an der Akademie gewirkt hatte, ersetzt.
Im Unterengadin sammelten sich zeitgleich zur Synode Gerichtsgemeinden zum «Fähnlilupf». Versuche, mittels einer Delegation unter Führung von Georg Saluz und des Ilanzers Stefan Gabriel die Lage zu beruhigen, scheiterten.
Es entwickelte sich eine Art Aufstand, indem Heerhaufen aus dem Oberengadin, dem Bergell, dem Puschlav, aus Bergün und aus Fürstenau sich mit den Unterengadiner Rebellen zusammenschlossen. Angeführt wurden die Aufständischen durch die Pfarrer Blasius Alexander, Jörg Jenatsch und Bonaventura Toutsch.

## Verlauf des Strafgerichts

### Erste Aktionen
Dem Kastellan von Schloss Wildenberg in Zernez, Rudolf von Planta, gelang es noch, zu flüchten, bevor seine Residenz der Plünderung anheimfiel.
Die Rebellen drangen dann nach Sondrio im Veltlin vor, einem Untertanengebiet der Drei Bünde. Dort nahmen sie den Erzpriester Nicolò Rusca gefangen, einen leidenschaftlich die Gegenreformation betreibenden Geistlichen, der sich den Beinamen «Ketzerhammer» gegeben hatte.
Im Bergell brachte man Johann Baptista Prevost in die Gewalt. Dieser hatte früher als Landammann mit dem spanischen Grafen Pedro Henriquez de Acevedo y Toledo, Graf von Fuentes Verhandlungen geführt und war den Protestanten wie auch den Bündner Patrioten gleichermassen verhasst.
Geplant war zuerst, den Gefangenen in Chur den Prozess zu machen. Doch da im Bündner Hauptort die Parteigänger des Hispanismus zu zahlreich waren, gab man diesen Plan auf und wich stattdessen ins Domleschg nach Thusis am Fuss des Heinzenbergs aus.

### Der Prozess
Dem Gericht gehörten 66 Richter an, 27 Inspektoren (weltliche Beisitzer) und neun Prädikanten (Geistliche, sogenannte «Rügegeschworene», darunter Jörg Jenatsch, Blasius Alexander und Stefan Gabriel).
Den Vorsitz hatte Jakob Joder Casutt, der 1607 bereits ein Strafgericht in Chur geleitet hatte.
Das Strafgericht begann im August 1618 und zog sich hin bis in den Januar des Folgejahres. Katholische Würdenträger des Kantons waren auch eingeladen worden, doch kein Kleriker nahm an den Verhandlungen teil.
«Das Gericht verhandelte und entschied in glühendem Hass und in einer Willkür, die ihresgleichen sucht. Ein zeitgenössischer Beobachter aus dem spanischen Lager vermerkte, dass das Gericht ohne Form und Beweis zitierte, verurteilte, beraubte und verbannte, alles nach Laune der Prädikanten».
Der erste unter Folter zu einem Geständnis Gezwungene, zum Tode Verurteilte und sodann Hingerichtete war der Bergeller Johann Baptista Prevost (genannt «Zambra»). Seine Verwandten, Rudolf und Pompejus Planta, befanden sich auf der Flucht und wurden in Abwesenheit unter Einzug ihres Vermögens, bei Zerstörung ihrer Wohnungen und Errichtung von Schandsäulen an gleicher Stätte, «auf ewig» verbannt.
Ebenfalls verbannt und zugleich für vogelfrei erklärt wurde der Churer Bischof Johann V. Flugi.

### Parallele diplomatische Bemühungen
Das nach den ersten ungestümen Urteilen zurückhaltender gewordene Thusner Strafgericht beschloss Fähnrich Johann Flisch von Scheidt (≈1580–1654) mit Briefen an den König von Frankreich zu schicken. Die Briefe hätten den Monarchen über die der evangelischen Partei verdächtig vorkommenden Handlungen der französischen Gesandten Charles Pascal und seines Nachfolgers Etienne Gueffier informieren sollen. Zuerst hätte aber Fähnrich Johann Flisch nach Lyon reisen sollen, um dort von seinem früheren Hauptmann der garde royale Rudolf von Schauenstein Empfehlungsschreiben zu bekommen, welche eine Audienz beim König ermöglicht hätten. Da sich aber das Thusner Strafgericht immer mehr bedroht fühlte, schickte es nicht Fähnrich Flisch, sondern Oberst Johann Guler «von Weineck», einen hervorragend informierten, klugen und beredten Mann als Gesandten nicht mehr nur des Thusner Strafgerichtes, sondern sämtlicher Räthe und Gemeinden der Drei Bünde, mit ausgedehnter Vollmacht nach Paris. Dieser erfüllte seine Mission glänzend, da er vom König die Versicherung seiner Hilfe für die evangelische Partei erhielt, weil sie gegen Österreich, den Erzfeind Frankreichs, intrigierte.

### Das Verfahren gegen den Erzpriester Rusca
Am meisten Aufsehen erregte die Verhandlung gegen Nicolò Rusca. Er wurde von Beginn an der Folter unterzogen, um ein Geständnis zu erzwingen. An gefesselten Händen wurde er an einem Haken aufgehängt und in dieser Lage stundenlang verhört. Insbesondere der Prädikant Johannes a Porta aus Zizers sowie der Kanzler «Peter Janetus» taten sich hier durch Grausamkeiten hervor.
Rusca verweigerte ein Schuldeingeständnis. Schliesslich riss der Strick und Rusca stürzte zu Boden, wobei er schwere Verletzungen davontrug. Das Seil wurde verstärkt und der Priester erneut hochgezogen. Dabei verlor er das Bewusstsein und verstarb. Überliefert ist, dass noch der am Boden liegende Leichnam des Priesters von seinen Peinigern mit den Füssen traktiert wurde.
Der Tote wurde noch gleichentags direkt unter dem Galgen verscharrt.

## Folgen

### Katholische Kirche
In der römisch-katholischen Kirche wird «Nikolaus Rusca» als Märtyrer und im einfachen Volk als Heiliger verehrt. Dies wegen seines standfesten Glaubens, seiner Tätigkeit für die Armen und seines asketisch-religiösen Lebens. Am 21. April 2013 kam es in Sondrio auf päpstliches Geheiss zu seiner Seligsprechung. Der Hass der Konfessionen wurde durch das Thusner Strafgericht weiter gesteigert und führte 1620 bald zur Rache im Veltliner Mord. Es war dies der Auftakt – nach den Ereignissen des Prager Fenstersturzes – zu einem Jahrzehnte dauernden leidvollen europäischen Religionskrieg mit all seinen schrecklichen Folgen wie Hunger, ethisch-sozialer Verwahrlosung und Pestzügen.

### Zeitgenössische reformierte Kirche
Schon seinerzeit sprach man von einem «Justizmord». Wenige Wochen nach dem Thusner Tribunal ereignete sich der Bergsturz von Plurs 1618. Er wurde in weiten Teilen der reformierten Pfarrschaft wie auch der Bevölkerung als Gottesgericht interpretiert.
Die Bündner Synode des Jahres 1619 setzte den auf Ausgleich bedachten Georg Saluz wieder als Dekan ein und dispensierte für ein halbes Jahr Jörg Jenatsch und Blasius Alexander von ihren pfarramtlichen Tätigkeiten.

### Neue Strafgerichte
Katholische Fähnlein, u. a. aus dem französisch gesinnten Oberen Bund und aus dem Lugnez, erzwangen ein neues Strafgericht, das die Urteile des Thusner Strafgerichts aufheben sollte. Dieses Gericht fand in Chur statt und erklärte die Grosszahl der Thusner Urteile für ungültig und unrechtens.
Ein weiteres Strafgericht sollte darüber hinaus Bünden wieder einen und Rechtssicherheit herstellen. Es tagte von Oktober 1619 bis Juli 1620 in Davos. Doch die Parteilichkeit der Richter verunmöglichte ein faires Verfahren. Das Davoser Strafgericht fand in einer vergifteten Atmosphäre statt und endete in neuerlichen Streitigkeiten und rechtlicher Ungewissheit. Der Einfall österreichischer Truppen in Graubünden im Herbst 1621 und der spätere Ausbruch des Prättigauer Aufstands brachten schliesslich die Rechtsordnung des alten Freistaats der Drei Bünde ganz zum Erliegen.

## Varia
Ein alter Sinnspruch aus Thusis zur Geschichte des Ortes hält auch die Erinnerung an das Strafgericht wach:
«Der Nolla hat mich zum Zittern gebracht,
die Feuersbrunst zu Asche gemacht,
das Thusner Gericht war wütend und schwer,
des Säumers Ruf erschallt nimmermehr.»